# Örnexpo
Örnexpo var en publikmässa som åren 1994-2012 arrangerades på Skyttis idrottsplats i Örnsköldsvik.
Mässan var den största i Norrland bland mässor som hålls under våren,[källa behövs] och den var också det största arrangemanget i Örnsköldsvik.
Örnexpo brukade ha ungefär 400 utställare och besöktes av ca 40 000 besökare under mässans fem dagar.
Datum för arrangemanget brukade vara kring Kristi himmelsfärdsdag, i slutet på april, början på maj.

## Artister som uppträtt (urval)
- 1995 – Kikki Danielsson
- 1995 – Ronny Eriksson
- 1995 – Sikta mot stjärnorna
- 1996 – Lasse Eriksson
- 1997 – Charlie Norman
- 1997 – Lill-Babs
- 1997 – Robert Wells
- 1997 – Roger Pontare
- 1998 – Roland Cedermark
- 2001 – Charlotte Perrelli
- 2001 – Gladiatorerna[förtydliga]
- 2001 – Kinnda